# Megachile bakeri
Megachile bakeri är en biart som beskrevs av Cockerell 1918. Megachile bakeri ingår i släktet tapetserarbin, och familjen buksamlarbin. Inga underarter finns listade i Catalogue of Life.